# 9879 Mammuthus
9879 Mammuthus este o planetă minoră (asteroid), cu un diametru de 4,712 km, din centura de asteroizi. A fost descoperită pe 12 august 1994 la Observatorul European Austral de Eric Walter Elst și a fost numită după Mamut. 
Obiectul prezintă o orbită caracterizată de o semiaxă mare de 2,3820623 UAi, o excentricitate de 0,25, o înclinație de 3,69966 ° în raport cu ecliptica.